# 573
Cette page concerne l'année 573  du calendrier julien. Pour l'année 573 av. J.-C., voir 573 av. J.-C.
L'année 573 est une année commune qui commence un dimanche.

## Événements
- 19 avril, Pâques : le général byzantin Marcien part de Dara en campagne contre la Mésopotamie perse. Il bat les Perses à Sargathon et assiège Nisibe. Accusé par Justin II de prétendre à l'empire, il est rappelé, et ses troupes lèvent le siège en désordre[1].
- Été[2] : les troupes perses du général Adarmahan envahissent la Syrie byzantine, ravagent les faubourgs d'Antioche, assiègent Apamée et réduisent ses habitants en esclavage, puis mettent le siège devant Dara[3].
- 22 août : Grégoire est sacré évêque de Tours, et le restera jusqu'à sa mort en 594[4]. Il écrit « Histoire des Francs ». Il a la faveur de Sigebert, roi d’Austrasie dont dépend la Touraine[5].
- 11 septembre : le roi franc Gontran réunit un concile à Paris pour tenter de réconcilier ses frères Chilpéric et Sigebert, en guerre à cause du meurtre de Galswinthe, mais sans succès ; la guerre civile reprend de plus belle. Le fils de Chilpéric, Thibert, reprend Tours et Poitiers à la fin de l'année[6]. Il dévaste le Limousin et le Cahorsin[5].
- 15 novembre : Khosro Ier reprend la ville stratégique de Dara en haute Mésopotamie après six mois de siège[7],[8]. La folie de Justin II oblige le gouvernement Byzantin à demander une trêve d'un an, que les Perses n'accordent que contre le paiement de 45 000 sous d'or (début 574)[9].
- Peste dans l'empire byzantin (573-574). Elle fait des milliers de morts à Constantinople[10].
- Léovigild devient seul roi des Wisigoths à la mort de Liuva, et réunit la Narbonnaise à ses États (fin en 586). Il associe au pouvoir ses fils Herménégild et Récarède[11].
- Bataille d'Arfderydd : Gwenddoleu ap Ceidio est vaincu et tué par une coalition de rois bretons guidée par Peredyr Arueu Dur. Mention du barde Merlin l’Enchanteur (Lailoken). Il serait devenu fou après avoir participé à la bataille d'Arfderydd[12].
- Fondation légendaire de Pégou (Hanthawaddy, dans l'actuelle Birmanie) par deux princesses mônes de Thaton[13].

## Naissances en 573
- Abou Bakr beau-père de Mahomet et futur calife.

## Décès en 573
- 2 avril : Nizier, évêque de Lyon[14].
- Narsès, général byzantin de Justinien Ier.